# Learning with FuzzyWOMP
Learning with FuzzyWOMP is een videospel dat werd ontwikkeld en uitgegeven door Sierra On-Line. Het spel kwam in 1984 uit voor de Apple II. Het spel is een educatief spel die kunderen voorbereid op het lezen, rekenen en schrijven. Het spel richt zich op nog niet schoolgaande kinderen.